# Butculești, Teleorman
Butculești este un sat în comuna Săceni din județul Teleorman, Muntenia, România. Se află în partea de nord a județului, în Câmpia Găvanu-Burdea. La recensământul din 2002 avea o populație de 488 locuitori. Biserica ortodoxă cu hramurile "Nașterea Maicii Domnului” și "Sf. Ioan Botezătorul” datează din 1843 și are statut de monument istoric (cod:TR-II-m-A-14305). Clădirea școlii vechi este de asemenea de patrimoniu (cod:TR-II-m-B-14306).